# Минули літа молодії…
«Минули літа молодії…» — вірш Тараса Шевченка 1860 року, написаний у С.-Петербурзі.

## Написання та автографи
Зберігся чистовий автограф вірша у «Більшій книжці». Дата в автографі: «18 октября». Вірш датується дослідниками за автографом та його місцем у «Більшій книжці» серед творів 1860-го: 18 жовтня 1860 року, та місцем написання — С.-Петербург.

## Публікація
Вперше надруковано за «Більшою книжкою» в журналі «Основа» 1861 року (№ 5, стор. 1 — 2) під рубрикою «Предсмертні думи». За першодруком зроблено списки: невідомою рукою в рукописній збірці «Сочинения Т. Г. Шевченка» 1862 року та в рукописній збірці «Кобзар» 1865 року, переписаній Д. Демченком.
До збірки творів вірш уперше введено у виданні: «Кобзарь Тараса Шевченка / Коштом Д. Е. Кожанчикова» 1867 року (СПб., стор. 654), де подано за першодруком з відміною в рядку 6: «І ні порадитись».

## Сюжет
Вірш є інтимно-ліричною мініатюрою автобіографічного характеру. Він передає переживання поета, викликані розривом з Л. Полусмаковою, крахом сподівань на особисте щастя.

## Музика
1885 року О. Нижанківський на слова цієї поезії написав музику для тенора в супроводі скрипки й фортепіано.